# علي بن محمد المزين
عَليّ بن مُحَمَّد المزين البغدادي، وكنيته أَبُو الْحسن البغدادي، أحد علماء أهل السنة والجماعة ومن أعلام التصوف السني في القرن الرابع الهجري، قال عنه أبو عبد الرحمن السلمي بأنه: «كَانَ من أورع الْمَشَايِخ وَأَحْسَنهمْ حَالاً»، ووصفه الذهبي بأنّه: «الأستاذ العارف» ،، وقال عنه أبو القاسم القشيري بأنّه: «كان ورعًا كبيراً». كان من أهل بغداد، صحب سهل بن عبد الله التستري والجنيد والطبقة، وحكى عنه أبو بكر الرازي وغيره ومحمد بن أحمد النجا، مات بمكة مجاوراً سنة 328 هـ.

## من أقواله
- من استغني بالله أحوج الله الخلق إليه، ومن افتقر إلى الله، وصح فقره أليه بملازمة آدابه، أغناه الله عن كل ما سواه.[4]
- الذَّنب بعد الذَّنب عُقُوبَة الذَّنب والحسنة بعد الْحَسَنَة ثَوَاب الْحَسَنَة.[4]
- من طلب الطَّرِيق إِلَيْهِ بِنَفسِهِ تاه فِي أول قدم وَمن أُرِيد بِهِ الْخَيْر دلّ على الطَّرِيق وأعين على بُلُوغ الْمَقْصد فطوبى لمن كَانَ قَصده إِلَى ربه دون عرض من أَعْرَاض الأكوان.[1]
- مَتى ظَهرت الْآخِرَة فنيت فِيهَا الدُّنْيَا وَمَتى ظهر ذكر الله فنيت فِيهِ الدُّنْيَا وَالْآخِرَة فَإِذا تحققت الْأَذْكَار فني العَبْد وَذكره وَبَقِي الْمَذْكُور بصفاته.[1]